# Надьожин Петро Хомич
Петро Хомич Надьожин (7 листопада 1907, робітниче селище біля міста Кадіївки, тепер Луганської області — лютий 1988, місто Київ) — радянський діяч, начальник Головного управління геології і охорони надр при Раді міністрів УРСР, голова Державного виробничого геологічного комітету Ради міністрів УРСР.

## Життєпис
Народився в родині робітника. Трудову діяльність розпочав у тринадцятирічному віці на шахтах Донбасу.
Член ВКП(б) з 1929 року.
У 1936 році закінчив Дніпропетровський гірничий інститут. 
З 1936 до 1940 року працював у вуглерозвідувальних організаціях Донбасу. У 1940—1941 роках — у тресті «Львіввуглерозвідка».
З січня 1941 до 1944 року — в Червоній армії, учасник німецько-радянської війни. Служив інженером-гідротехніком на Південному фронті, старшим інженером-гідротехніком технічного відділу штабу інженерних військ Західного фронту. З липня 1943 року —  командир 17-ї окремої гідротехнічної роти 10-ї армії.
Після демобілізації з 1944 року працював на відновленні вугільних підприємств Донбасу.
У липні 1957 — лютому 1965 року — начальник і голова колегії Головного управління геології і охорони надр при Раді міністрів УРСР (Головгеології УРСР).
18 лютого (офіційно 29 квітня) — 23 жовтня 1965 року — голова Державного виробничого геологічного комітету Ради міністрів УРСР.
З жовтня 1965 року — 1-й заступник міністра геології Української РСР.
Потім — співробітник дослідно-конструкторського бюро геофізичного приладобудування в Києві.
Персональний пенсіонер союзного значення. Помер у лютому 1988 року.

## Звання
- інженер-майор

## Нагороди
- орден Вітчизняної війни ІІ ст. (6.04.1985)
- орден Червоної Зірки (7.09.1943)
- медаль «За бойові заслуги» (11.05.1943)
- медаль «За перемогу над Німеччиною у Великій Вітчизняній війні 1941—1945 рр.»
- медалі
- Почесний геолог СРСР